# Ситер, Майкл
Майкл Фред Си́тер (англ. Michael Fred Seater; род. 15 января 1987, Торонто) — канадский актёр и режиссёр.

## Карьера
Майкл Ситер начал сниматься в возрасте 10 лет. Его первая роль была в 19-минутном канадском фильме «Ночь живых» («Night of the Living»), где он сыграл мальчика по имени Зак, который думал, что его отец зомби. Майкл сыграл главные роли в таких сериалах, как «Зак и секретные материалы» и «Школа „Чёрная дыра“», а также второстепенную роль в сериале канала CBC «Угадай что». В качестве приглашённого актёра Майкл появлялся в таких шоу как «Джокер», «Настоящие дети, настоящие приключения», «Дважды в жизни» и другие. Также среди его работ на телевидении — фильм «По тонкому льду», основанный на реальных событиях, мини-сериалы «Спасатели: истории мужества», «Я был крысой» (с Томом Конти и Брендой Фрикер в ролях), фильмы «Исчезнувшая» (в главной роли Шелли Лонг) и «Дженни и королева света», номинировавшийся на премию Gemini Awards в 1999 году.
В качестве режиссёра снял полнометражный фильм «Последние дни Сэйди на Земле».

## Номинации и награды
В 2006 году Майкл номинирован на премию Young Artist Award как участник игрового ансамбля в сериале «Жизнь с Дереком». 

## Фильмография
| Год       |     | Русское название                         | Оригинальное название                     | Роль                      |
| --------- | --- | ---------------------------------------- | ----------------------------------------- | ------------------------- |
| 1997      | кор | Ночь живых                               | Night of the Living                       | Зак                       |
| 1997      | ф   | Страх перед будущим                      | Future Fear                               | маленький Данниэль        |
| 1998      | с   |                                          | Noddy                                     |                           |
| 1998      | тф  | Спасатели: Истории мужества: Две пары    | Rescuers: Stories of Courage: Two Couples | Питер                     |
| 1999      | с   | Дважды в жизни                           | Twice in a Lifetime                       | Стивен Стоуэлл            |
| 1999      | тф  | Исчезнувшая                              | Vanished Without a Trace                  | ДжейДжей                  |
| 1999      | кор | Каменный шкипер                          | The Stone Skipper                         | Саймон                    |
| 1999      | тф  | Дженни и Королева света                  | Jenny and the Queen                       | Эли                       |
| 1999      | с   | Настоящие дети, настоящие приключения    | Real Kids, Real Adventures                | Робби Нэйлор              |
| 2000      | тф  | Грязные снимки                           | Dirty Pictures                            | Иен                       |
| 2000      | мс  | Хроники Рэдволла: Маттимео               | Mattimeo: A Tale of Redwall               | Маттимео (голос)          |
| 2001      | тф  | Я был крысой                             | I Was a Rat                               | Пики                      |
| 2001      | с   | Зак и секретные материалы                | The Zack Files                            | Спенсер «Спенс» Шарп      |
| 2002—2006 | с   | Школа «Черная дыра»                      | Strange Days at Blake Holsey High         | Лукас Рэндалл             |
| 2003      | тф  | Прорыв                                   | On Thin Ice                               | Джейсон Маккартли         |
| 2004      | с   | Счастливая карта                         | Wild Card                                 | имя персонажа не известно |
| 2005—2009 | с   | Жизнь с Дереком                          | Life with Derek                           | Дерек Вентури             |
| 2005      | ф   | Победительница                           | The Prize Winner of Defiance, Ohio        | Буб Райан в 15 лет        |
| 2002      | тф  | Кибер-обольщение: Его секретная жизнь    | Cyber Seduction: His Secret Life          | Нолан Митчелл             |
| 2006      | тф  | Оттенки черного: История Конрада Блэка   | Shades of Black: The Conrad Black Story   | молодой Конрад Блэк       |
| 2006      | с   | Регенезис                                | ReGenesis                                 | Оуэн                      |
| 2007      | с   | Естественно, Сэйди                       | Naturally, Sadie                          | Коул                      |
| 2007      | тф  | Она сводит меня с ума                    | She Drives Me Crazy                       | Пит                       |
| 2009      | тф  | Девушки с улицы Деграсси едут в Голливуд | Degrassi Goes Hollywood                   | Майкл Рэй                 |
| 2009—2014 | с   | Расследование Мёрдока                    | Murdoch Mysteries                         | Джеймс Гиллиес            |
| 2009      | с   | Семейный бизнес                          | Family Biz                                | Уоренн Сильверман         |
| 2010      | тф  | Каникулы с Дереком                       | Vacation with Derek                       | Дерек                     |
| 2010      | с   | 18 для жизни                             | 18 to Life                                | Том Беллоу                |
| 2012      | ф   | Тысяча грехов                            | Adventures in the Sin Bin                 | Брайан                    |
| 2012      | кор |                                          | Water's Edge                              | Лорн                      |
| 2013      | с   | Девушки и бомбы                          | Bomb Girls                                | Иван Бучински             |
| 2013      | ф   |                                          | Cubicle Warriors                          | Нил                       |
| 2014      | тф  | Девушки и бомбы: Лицом к лицу с врагом   | Bomb Girls: Facing the Enemy              | Иван Бучински             |
| 2014      | кор | Плут                                     | Sly Cad                                   | Джек                      |
| 2017      | ф   |                                          | The Definites                             | Фитц                      |